# روبرتو پتیتو
روبرتو پتیتو (ایتالیایی: Roberto Petito؛ زادهٔ ۱ فوریهٔ ۱۹۷۱) دوچرخه‌سوار اهل ایتالیا است.

## باشگاهی
از باشگاه‌هایی که در آن رکاب زده‌است می‌توان به تیم دوچرخه‌سواری تناکس اشاره کرد.